# جون هاشم
جون هاشم هو لاعب كرة القدم الكندية كندي، ولد في 15 مايو 1987 في ريجاينا في كندا.